# Parachela
Parachela là một chi cá trong họ cá chép, chúng có 07 loài và được tìm thấy ở Đông Nam Á.

## Các loài
Hiện hành có 07 loài được ghi nhận trong chi này:
- Parachela cyanea Kottelat, 1995
- Parachela hypophthalmus (Bleeker, 1860)
- Parachela ingerkongi (Bănărescu, 1969)
- Parachela maculicauda (H. M. Smith, 1934)
- Parachela oxygastroides (Bleeker, 1852) (Glass fish)
- Parachela siamensis (Günther, 1868)
- Parachela williaminae Fowler, 1934